# زبان‌های ینی‌سئیایی
زبان‌های ینی‌سئیایی، ینی‌سئی یا ینی‌سئی-اوستایک خانواده زبان‌های مردم ینی‌سئیایی است که در امتداد رود ینی‌سئی در منطقه سیبری مرکزی می‌زیند. این خانواده در کنار زبان‌های نا-دنه آمریکای شمالی بخشی از خانواده پیشنهادی دنه-ینی‌سئیایی است که گفته می‌شود نشان‌دهنده وجود رابطه ژنتیکی مطابق با استانداردهای زبان‌شناسی تطبیقی و تاریخی میان خانواده‌های زبانی دنیای قدیم و دنیای جدید هستند. تنها زبان بازمانده از این گروه امروز کت است.
از داده‌های آب‌نامی و ژنتیکی به نظر می‌رسد زبان‌های ینی‌سئیایی در دوران باستان، در منطقه بسیار گسترده‌ای، از جمله بخش‌هایی از شمال چین و مغولستان، صحبت می‌شده‌اند. بیشتر پیشنهاد می‌شود که پراکندگی زبان‌های ینی‌سئیایی از قرن ۱۷ به بعد نشان‌دهنده کوچ نسبتاً اخیر آنان به سمت شمال است و وطن زبانی آنان در جنوب دریاچه بایکال قرار دارد.
ینی‌سئیایی‌ها با شیونگ‌نو پیوند دارند و تصور می‌شود نخبگان حاکم آن به یک زبان ینی‌سئیایی جنوبی شبیه به پومپوکول صحبت می‌کردند. بر پایه داده‌های زبانی و قوم‌نگاری اعتقاد بر این است که مردم جی نیز که سرزمین ژائو پسین در شمال چین را اداره می‌کردند، به یک زبان پومپوکولی سخن می‌گفند.
با تجزیه و تحلیل متون موجود شیونگ‌نو در قالب نویسه‌های چینی می‌توان دریافت زبان ینی‌سئیایی شیونگ‌نو بسیاری از وام‌واژه از زبان‌های ترکی و مغولی پذیرفته‌است، مانند خان، خاقان، تارقان و واژه تنگری به معنای «خدا» و «آسمان».

## دسته‌بندی
نیاینی‌سئیایی (پیش از سال ۵۰۰ پیش از میلاد؛ تقسیم حدود ۱ میلادی)
- ینی‌سئیایی شمالی (تقسیم حدود ۷۰۰ میلادی)
  - کت (۲۰۰ گویشور)
  - یوغ †
- ینی‌سئیایی جنوبی †
  - کوت–آسان (تقسیم حدود ۱۲۰۰ میلادی)
    - کوت † (منقرض در میانه ۱۸۰۰)
    - آسان † (منقرض در ۱۸۰۰)

  - آرین–پومپوکول (تقسیم حدود ۵۵۰ میلادی)
    - آرین † (منقرض در ۱۸۰۰)
    - پومپوکول † (منقرض در ۱۷۵۰)
    -  ? جیه † (منقرض یا ادغام در پومپوکول)

## پراکندگی
کت، تنها زبان زنده ینی‌سئیایی، شمالی‌ترین زبان شناخته‌شده آن نیز هست. منابع تاریخی گسترش رو به شمال کت را در امتداد ینی‌سئی همزمان با فتح سیبری به دست روس‌ها ثبت می‌کنند. کت امروزه به‌طور عمده در منطقه توروخانسکی سرزمین کراسنویارسک در شمال سیبری، در روستاهایی مانند کلوگ و سولومای صحبت می‌شود. زبان یوغ، که اخیراً با انقراض روبرو شد، نیز از ینی‌سئیسک گرفته تا وروگووو، یارتسوو و بالای رود کت صحبت می‌شد.
پراکندگی‌های نوین اولیه آرین، پومپوکول، کوت و آسان را می‌توان به آسانی دریافت. آرین در شمال کراسنویارسک رایج بود، در حالی که پومپوکول در شمال و غرب آن، در امتداد بالای کت صحبت می‌شد. کوت و آسان، یک جفت دیگر از زبان‌های نزدیک به هم نیز در منطقه جنوب کراسنویارسک و از شرق تا رود کان رایج بودند.